# Leppälammi (sjö i Hämeenkoski, Päijänne-Tavastland)
Leppälammi är en sjö i kommunen Hämeenkoski (nuvarande Hollola) i landskapet Päijänne-Tavastland i Finland. Arean är 38 hektar och strandlinjen är 4,33 kilometer lång. Sjön  ingår i Kumo älvs huvudavrinningsområde.   Den ligger omkring 27 km väster om Lahtis och omkring 97 km norr om Helsingfors. 